# Sao Ngưu

Bản đồ Ngưu Tú

Sao Ngưu, Ngưu Tú (chữ Hán: 牛宿, bính âm: niúxiù) hay Ngưu Kim Ngưu (chữ Hán: 牛金牛) là một trong hai mươi tám chòm sao Trung Quốc cổ đại (nhị thập bát tú). Nghĩa đen của nó là con bò và con vật tượng trưng là con bò vàng (Ngưu Kim Ngưu). Nó là chòm sao thứ hai trong 7 chòm sao thuộc về Huyền Vũ ở phương Bắc, tượng trưng cho Kim của Ngũ hành.

## Các sao
Sao Ngưu có 11 mảng sao với 54 sao như sau: 
| Tên Hán-Việt | Chữ Hán | Ý nghĩa                                                   | Chòm sao hiện đại    | Số sao | Tên sao                                                             |
| ------------ | ------- | --------------------------------------------------------- | -------------------- | ------ | ------------------------------------------------------------------- |
| Ngưu         | 牛      | Con bò buộc dây vào mũi.                                  | Ma Kết               | 6      | β Cap, α2 Cap, ξ2 Cap, π Cap, ο Cap, ρ Cap                          |
| Thiên Điền   | 天田    | Ruộng đất của thiên tử.                                   | Ma Kết/Hiển Vi Kính  | 4      | HIP 104750, ω Cap, 24 Cap, ψ Cap                                    |
| Cửu Khảm     | 九坎    | Chín giếng nước để giặt rửa.                              | Hiển Vi Kính         | 4      | θ1 Mic, η Mic, ι Mic, ζ Mic                                         |
| Hà Cổ        | 河鼓    | Trống của binh lính trên trời.                            | Thiên Ưng            | 3      | β Aql, α Aql, γ Aql                                                 |
| Chức Nữ      | 織女    | Cháu gái của Thiên Đế. Trong dân gian là tiên nữ dệt vải. | Thiên Cầm            | 3      | α Lyr, ε1 Lyr, ζ1 Lyr                                               |
| Tả Kỳ        | 左旗    | Quân kỳ ở bên trái.                                       | Thiên Ưng/Thiên Tiễn | 9      | α Sge, β Sge, δ Sge, ζ Sge, γ Sge, VZ Sge, 11 Sge, 14 Sge, ρ Aql    |
| Hữu Kỳ       | 右旗    | Quân kỳ ở bên phải.                                       | Thiên Ưng            | 9      | μ Aql, σ Aql, δ Aql, ν Aql, ι Aql, HIP 96392, 42 Aql, κ Aql, 56 Aql |
| Thiên Phù    | 天桴    | Dùi trống của Hà Cổ.                                      | Thiên Ưng            | 4      | θ Aql, 62 Aql, 58 Aql, η Aql                                        |
| La Yển       | 羅堰    | Mạng lưới đê của hệ thống tiêu nước.                      | Ma Kết               | 3      | τ2 Cap, υ Cap, 17 Cap                                               |
| Tiệm Đài     | 漸臺    | Đài gần nước hay đồng hồ nước.                            | Thiên Cầm            | 4      | δ2 Lyr, β Lyr, γ Lyr, ι Lyr                                         |
| Liễn Đạo     | 輦道    | Đường dành cho xe của vua.                                | Thiên Cầm/Thiên Nga  | 5      | 13 Lyr, η Lyr, θ Lyr, 4 Cyg, 17 Cyg                                 |

### Sao bổ sung
| Mảng sao  | +1     | +2       | +3     | +4     | +5     | +6     | +7        | +8     | +9       | +10       | +11    | +12    | +13    | +14        | +15    | +16    | +17    | +18    | +19    | +20    | +21    | +22    | +23    | +24    | +25   | +26   | +27    | +28    | +29   | +30       | Ghi chú |
| --------- | ------ | -------- | ------ | ------ | ------ | ------ | --------- | ------ | -------- | --------- | ------ | ------ | ------ | ---------- | ------ | ------ | ------ | ------ | ------ | ------ | ------ | ------ | ------ | ------ | ----- | ----- | ------ | ------ | ----- | --------- | ------- |
| Ngưu      | 63 Sgr | 65 Sgr   | 64 Sgr | ξ1 Cap | 3 Cap  | α1 Cap | ν Cap     | σ Cap  | 4 Cap    | HIP 99825 | ν Cap  | β2 Cap | π Cap  | HIP 101040 |        |        |        |        |        |        |        |        |        |        |       |       |        |        |       |           |         |
| Thiên Phù | 64 Aql | 66 Aql   |        |        |        |        |           |        |          |           |        |        |        |            |        |        |        |        |        |        |        |        |        |        |       |       |        |        |       |           |         |
| Hà Cổ     | ψ Aql  | 46 Aql   | χ Aql  | π Aql  | ο Aql  | φ Aql  | τ Aql     | ξ Aql  | υ Aql    |           |        |        |        |            |        |        |        |        |        |        |        |        |        |        |       |       |        |        |       |           |         |
| Hữu Kỳ    | 22 Aql | 27 Aql   | 21 Aql | 35 Aql | 45 Aql | ι Aql  | 36 Aql    | 36 Aql | Không rõ | 37 Aql    | 51 Aql | 57 Aql |        |            |        |        |        |        |        |        |        |        |        |        |       |       |        |        |       |           |         |
| Tả Kỳ     | ε Sge  | 3 Sge    | 2 Sge  | 4 Vul  | 5 Vul  | 7 Vul  | 9 Vul     | 10 Vul | CK Vul   | 15 Vul    | 21 Vul | 23 Vul | 18 Vul | 19 Vul     | 20 Vul | 16 Vul | 13 Vul | 12 Vul | 14 Vul | 17 Vul | 24 Vul | 25 Vul | 22 Vul | 18 Sge | θ Sge | η Sge | 15 Sge | 10 Sge | 9 Sge | HIP 98609 |         |
| Chức Nữ   | ζ2 Lyr | ε2 Lyr   | υ Lyr  | κ Lyr  |        |        |           |        |          |           |        |        |        |            |        |        |        |        |        |        |        |        |        |        |       |       |        |        |       |           |         |
| Tiềm Đài  | δ1 Lyr | Không rõ | 17 Lyr | λ Lyr  | ν2 Lyr | ν1 Lyr | HIP 94484 |        |          |           |        |        |        |            |        |        |        |        |        |        |        |        |        |        |       |       |        |        |       |           |         |
| Liễn Đạo  | 16 Lyr | η Lyr    | 11 Cyg | 15 Cyg | η Cyg  | φ Cyg  | β Cyg     | 2 Cyg  | 8 Cyg    |           |        |        |        |            |        |        |        |        |        |        |        |        |        |        |       |       |        |        |       |           |         |
| La Yển    | 13 Cap |          |        |        |        |        |           |        |          |           |        |        |        |            |        |        |        |        |        |        |        |        |        |        |       |       |        |        |       |           |         |